# Barrafranca
Barrafranca (IPA: [ˈbarraˈfraŋka]), è un comune italiano di 11 455 abitanti del libero consorzio comunale di Enna in Sicilia.

## Geografia fisica
È situata su un territorio collinare a sud-ovest del capoluogo, sul versante sud-ovest dei monti Erei, fra i fiumi Tardara e Braemi. Ha un'estensione di circa 53,64 km² e un'elevazione dal livello marino di 448 m.
Nella carta topografica edita dall'I.G.M. ricade tra le tavolette Barrafranca 268 III SE e Monte Navone 268 II SO.

## Storia
Barrafranca risale probabilmente all'antica Ἲβλα Ἡεραῖα (o Galeota o Galatina), poi romanizzata con il nome di Callonania. In epoca normanna l'abitato si chiamò Convicino e divenne feudo della famiglia Barresi, intorno al 1330. Duecento anni dopo, nel 1529, Convicino assunse l'attuale nome di Barrafranca. Il nome del comune, molto probabilmente, deriva in parte da quello del suo fondatore, il Marchese Matteo III Barresi,che  propizio' la costruzione delle prime case del comune e in parte (franca) dal fatto che questa città fu dallo stesso Marchese Barresi, per i nuovi abitanti, qui arrivati, esonerata dal pagamento dei tributi fiscali. In seguito, grazie a un clima di pace e di libertà garantita ai cittadini, Barrafranca incominciò un periodo di costante aumento della popolazione residente, sia per l'ottima accessibilità del paese, sia per l'ampia possibilità di trovare un lavoro nelle miniere di sale. Il paese cominciò a espandersi attorno al castello dei Barresi, estendendosi prima a ovest verso il quartiere Sopra Canale poi verso le terre del monastero a est e successivamente a nord.

### Simboli
Il primo stemma ufficiale di Barrafranca, anche se non approvato dal Governo, fu ideato dal signor Santo Scarpulla, mastro muratore, alla fine degli anni venti quando fu restaurata la facciata del Palazzo Municipale. Esso era costituito da: Scudo ovale, celeste, all'aquila al naturale, poggiata su una fascia di verde caricata dalla scritta in nero "Barrafranca", e una torre bianca, merlata alla guelfa, poggiata a sinistra sulla fascia sotto l'ala dell'aquila; corona marchionale e scritta in oro.
Il 10 febbraio 1953 il consiglio comunale adotta un nuovo stemma costituito da uno scudo inquartato, sormontato dalla corona argentea dei Comuni e circondato in basso da due fronde d'albero, una di ulivo e una di alloro, tenute insieme da un nastro tricolore. L'11 settembre 1996, il presidente della Repubblica firma il decreto di approvazione del nuovo stemma comunale che il 10 ottobre viene trascritto nel Registro Araldico dell'Archivio Centrale dello Stato e il 25 dello stesso mese nel Registro dell'Ufficio Araldico. Lo stemma è così rappresentato: 
Il gonfalone è un drappo di rosso.

## Monumenti e luoghi d'interesse

### Architetture religiose

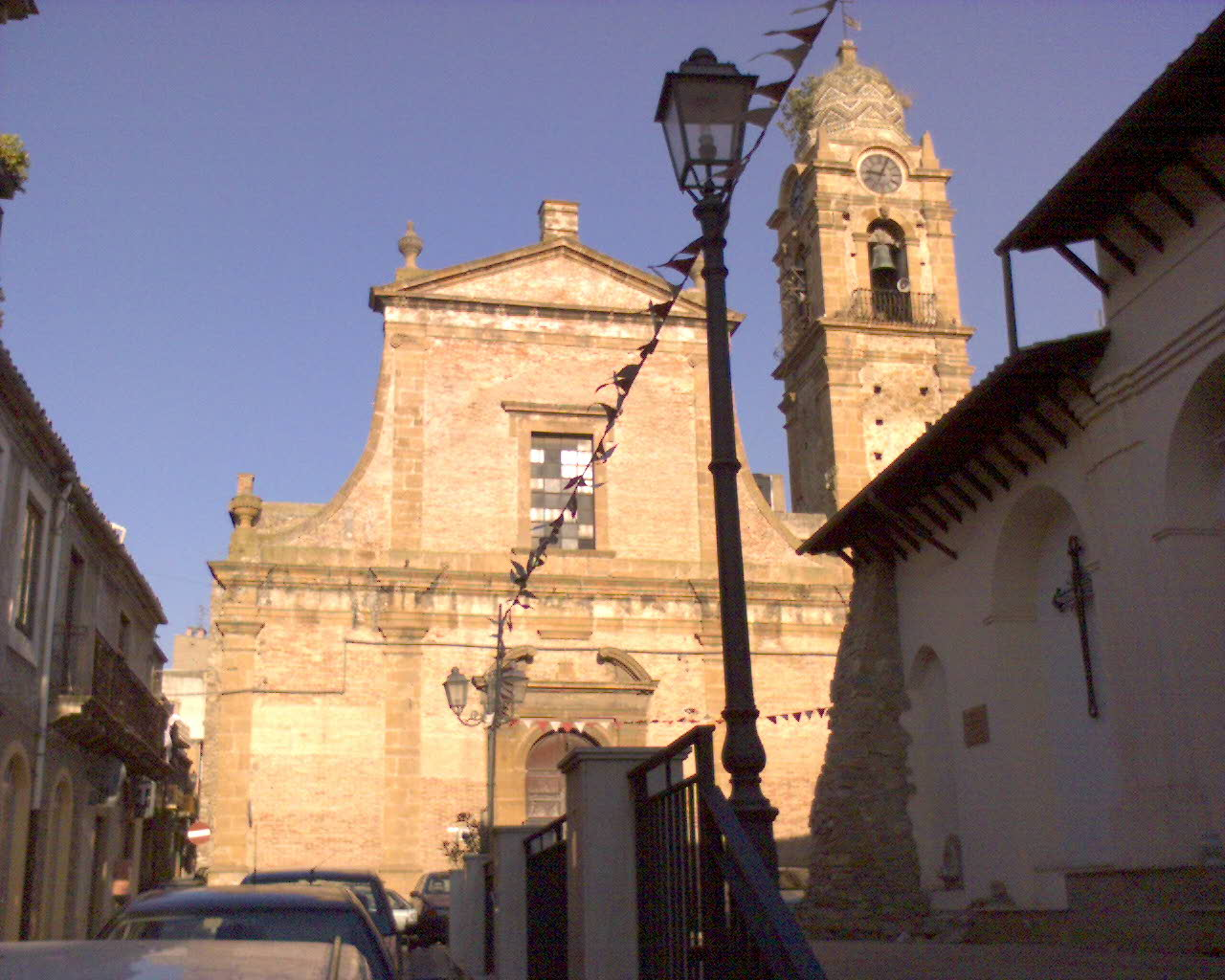
La Chiesa Madre di Barrafranca

- Chiesa Madre del 1728. Edificata sulla preesistente chiesa di San Sebastiano, ha stucchi dei fratelli Signorelli. Importante la statuetta del Santissimo Crocefisso, una acquasantiera con lo stemma dei Barresi. Tele: la Madonna della Purificazione di Filippo Paladini, la Mercede e la Consolata.
- Chiesa Maria SS. dell'Itria del XV secolo. All'interno è custodita l'Annunziata di Mattia Preti, l'antica tela della Madonna dell'Odigitria e il simulacro ligneo della Nostra Signora del sacro Cuore di Gesù (festa ultima domenica di Settembre).
- Chiesa Sacro Cuore, in stile moderno.
- Chiesa San Giovanni
- Chiesa Madre della Divina Grazia. Costruita intorno al 1650, vanta un portale in pietra intagliata e un quadro di vaste proporzioni raffigurante Maria Santissima delle Grazie. All'interno è custodito anche il venerabile simulacro della Madonna, Madre della Divina Grazia (festa ultima domenica di Agosto).
- Monastero delle Benedettine e chiesa di San Benedetto del tardo barocco siciliano. Ha un altare ligneo scolpito, incorniciato da colonne a tortiglione.
- Chiesa Maria SS. della Stella. Antecedente al 1598, è la chiesa più antica di Barrafranca. All'interno sono custoditi i quadri raffiguranti San Isidoro agricola di Pietro D'Asaro e Sant'Alessandro di Francesco Vaccaro. Bello anche il Cristo Deposto ovvero il "Signore dell'Urna", realizzato in cartapesta. La figura di Cristo è in scala naturale, con il collo e gli arti inferiori piegati, di lunghezza pari a 1,40 m. Il corpo è posto in posizione tale da essere facilmente adagiato all'interno dell'urna per un allestimento in Chiesa, e per essere trasportato in processione. La Chiesa ospita i santi patroni del paese: Sant'Alessandro e la tela di Maria SS. della Stella, festeggiati rispettivamente il 3 maggio e l'8 settembre.
- Chiesa di San Francesco. Anteriore al 1694, all'interno ospita le statue dell'Immacolata e di San Pasquale Baylon. L'altare maggiore è realizzato in legno scolpito e intarsiato.
- Chiesa Santa Famiglia di Nazareth, in stile moderno, edificata nei primi anni ottanta e ristrutturata nel 2007.

### Musei
- Museo Bellico;
- Museo della Passione.

## Società

### Evoluzione demografica
Abitanti censiti

## Geografia antropica

### Quartieri
- Canale, Costa, Convento, Madunnuzza, Grazia, Itria, Madonna (Batìa), Sirbia, Pineta, Poggio, Punta Terra, Centrale, Serra, Villaggio UNNRA, Canalicchio, Canalicchio Vecchio, Gurretta, Portella d'Argento, Zotta, Sitica, Sotto-serra,  Faraci, San Gisippuzzu,Timba.

## Economia
L'economia è prevalentemente agricola (con produzione di ortaggi (particolarmente apprezzate le cipolle), frumento, mandorle, olio d'oliva, uva, agrumi) con allevamenti. Sono presenti cinque frantoi ed uno stabilimento di lavorazione della mandorle (quest'ultimo non più operativo). È sviluppato anche l'artigianato (lavorazione del marmo e consimili, ceramica, ferro e alluminio, legno, cornici in gesso, statue in cementizio ecc.), il comparto sartoriale e il commercio. Sono presenti miniere di zolfo (ormai in disuso) e farine fossili.

## Amministrazione
Di seguito è presentata una tabella relativa alle amministrazioni che si sono succedute in questo comune.
| Periodo           | Periodo          | Primo cittadino                                   | Partito                            | Carica                    | Note                |
| ----------------- | ---------------- | ------------------------------------------------- | ---------------------------------- | ------------------------- | ------------------- |
| 16 luglio 1988    | 15 luglio 1989   | Giuseppe Bonincontro                              | Democrazia Cristiana               | Sindaco                   | [ 7 ]               |
| 18 settembre 1989 | 19 gennaio 1990  | Gaetano Giunta                                    | Partito Comunista Italiano         | Sindaco                   | [ 7 ]               |
| 26 gennaio 1990   | 16 novembre 1992 | Giovanni Nicolosi                                 | Democrazia Cristiana               | Sindaco                   | [ 7 ]               |
| 18 gennaio 1991   | 18 aprile 1992   | Giuseppe Balsamo                                  | Democrazia Cristiana               | Sindaco                   | [ 7 ]               |
| 19 febbraio 1993  | 22 giugno 1993   | Vincenzo Spagnuolo                                | Democrazia Cristiana               | Sindaco                   | [ 7 ]               |
| 22 giugno 1993    | 15 dicembre 1997 | Gaetano Giunta                                    | Partito Democratico della Sinistra | Sindaco                   | [ 7 ]               |
| 15 dicembre 1997  | 11 giugno 2002   | Salvatore Giuseppe Marchì                         | centro-destra                      | Sindaco                   | [ 7 ]               |
| 11 giugno 2002    | 29 maggio 2007   | Giuseppe Marchì                                   | centro-destra                      | Sindaco                   | [ 7 ]               |
| 29 maggio 2007    | 14 maggio 2012   | Angelo Ferrigno                                   | centro-destra                      | Sindaco                   | [ 7 ]               |
| 8 maggio 2012     | 16 dicembre 2015 | Salvatore Lupo                                    | lista civica                       | Sindaco                   | Mozione di sfiducia |
| 16 dicembre 2015  | 7 giugno 2016    | Pio Guida                                         |                                    | commissario straordinario | [ 7 ]               |
| 13 giugno 2016    | 16 aprile 2021   | Fabio Arnaldo Ettore Accardi                      | lista civica                       | Sindaco                   | [ 7 ]               |
| 27 agosto 2020    | 16 aprile 2021   | Calogero Sirna                                    |                                    | commissario straordinario | [ 7 ]               |
| 16 aprile 2021    | in carica        | Carmelo La Paglia-Leonardo La Vigna-Maria Salerno |                                    | commissione straordinaria | [ 7 ]               |

## Sport
Ha sede nel Comune la società di calcio A.S.D. Barrese, che partecipa al campionato di prima categoria 2024-2025.